# Marquesado de Cañizar
El marquesado de Cañizar es un título nobiliario español creado por el rey Felipe IV el 10 de julio de 1646, y real despacho del 10 de julio de 1647 a favor de Martín de Bardají y Bermúdez de Castro, señor de la baronía de Estercuel.

## Marqueses de Cañizar
|                                     | Titular                                                        | Periodo                             |
| Creado en 1646 por el rey Felipe IV | Creado en 1646 por el rey Felipe IV                            | Creado en 1646 por el rey Felipe IV |
| ----------------------------------- | -------------------------------------------------------------- | ----------------------------------- |
| I                                   | Martín de Bardají y Bermúdez de Castro                         | 1646-¿?                             |
| II                                  | José Berenguer Pedro de Bardají y Bermúdez de Castro y Bardají | ¿?-1699                             |
| III                                 | José Lorenzo de Aragón y Gurrea                                | 1699-1700                           |
| IV                                  | José Claudio Bermúdez de Castro Pinós Bardají                  | 1700-1761                           |
| V                                   | Juan Felipe Rebolledo de Palafox y Bermúdez de Castro          | 1761-1799                           |
| VI                                  | Luis Rebolledo de Palafox y Melzi                              | 1799-1843                           |
| VII                                 | Joaquín Rebolledo de Palafox y Palafox                         | 1844-1862                           |
| VIII                                | Luis Rebolledo de Palafox y Palafox                            | 1862-1868                           |
| IX                                  | Joaquina Ángela Rebolledo de Palafox y Guzmán                  | 1868-1912                           |
| X                                   | José María de Mencos y Rebolledo de Palafox                    | 1913-1961                           |
| XI                                  | Alonso Álvarez de Toledo y Mencos                              | 1963-1964                           |
| XII                                 | Mariano de Fátima Álvarez de Toledo y Mencos                   | 1964-actual titular                 |

## Historia de los marqueses de Cañizar
- Martín de Bardají y Bermúdez de Castro, I marqués de Cañizar[3] y VIII señor de la baronía de Estercuel.[3]

Casó con su tía, Leonor de Bardají y de Gurrea, hija de Luis de Bardají y Alagón, V señor de la baronía de Estercuel, señor de Antillón y diputado del reino, y de su esposa Francisca de Gurrea y Borja. Sucedió su hijo:
- José Berenguer Pedro de Bardají y Bermúdez de Castro y Bardají (Zaragoza, 20 de marzo de 1631-1699), II marqués de Cañizar,[4][3] VII marqués de Navarrés,[4] IX señor de la baronía de Estercuel, mayordomo de la reina y diputado de Aragón.[3]

Casó el 17 de febrero de 1656, en Zaragoza, con Beatriz Micaela Francisca de Moncayo y Abarca de Bolea, III marquesa de San Felices de Aragón, y señora de Saldañuela y Cuzcurrita, hija de Juan Moncayo, II marqués de San Felices de Aragón, y de María Abarca de Bolea. Sucedió su hijo:
- José Lorenzo de Aragón y Gurrea (m. 1700), III marqués de Cañizar,[3] VIII marqués de Navarrés, III marqués de San Felices de Aragón, III conde de Castellflorit, X señor de la baronía de Estercuel[3] y diputado del reino de Aragón por el estamento de próceres en 1690.[4]

Contrajo matrimonio en 1695 con Josefa Cecilia de Aragón y Gurrea, VI condesa de Luna. Sucedió:
- José Claudio Bermúdez de Castro Pinós Bardají (1697-23 de noviembre de 1761), IV marqués de Cañizar,[1] X duque de Villahermosa, IV marqués de San Felices de Aragón, y IX marqués de Navarrés.[1] Falleció sin descendientes.[5] Le sucedió su sobrino,[1] hijo de su hermana, Jerónima de Bardají Bermúdez de Castro y Urríes, y de Bernabé Rebolledo de Palafox y Marta, II marqués de Lazán.[6]

- Juan Felipe Rebolledo de Palafox y Bermúdez de Castro (1721-17 de enero de 1799),[7] V marqués de Cañizar,[8] III marqués de Lazán, X marqués de Navarrés, VI marqués de San Felices de Aragón, XII señor de la baronía de Estercuel u capitán generral de Aragón y de Castilla la Vieja.[8]

Casó, el 7 de junio de 1768, con Paula Melzi, hija de Gaspar de Melzi y Teresa de Eril, condes de Melzi. Sucedió su hijo:
- Luis Rebolledo de Palafox y Melzi (Zaragoza, 2 de junio de 1772-Madrid, 28 de diciembre de 1843), VI marqués de Cañizar, IV marqués de Lazán,[10] XI marqués de Navarrés y VII marqués de San Felices de Aragón,

Casó en 1797 con María Gabriela de Palafox y Portocarrero, hija de los condes de Montijo. Sucedió su hijo:
- Joaquín Rebolledo de Palafox y Palafox (m. 1862), VII marqués de Cañizar,[11] XII marqués de Navarrés, V marqués de Lazán, VIII marqués de San Felices de Aragón y XIV y último señor de la baronía de Estercuel.[11]

Casó, en 1824, con su prima hermana, María Vicenta de la Cerda y Palafox. Sin descendencia, sucedió su hermano:
- Luis Rebolledo de Palafox y Palafox (1806-7 de octubre de 1868), VIII marqués de Cañizar, XIII marqués de Navarrés y VI marqués de Lazán.[11]

Casó, en Madrid, el 6 de noviembre de 1851, con María Antonia de Padua de Guzmán y Caballero, X condesa de los Arcos, grande de España. Sucedió su hija:
- Joaquina Ángela Rebolledo de Palafox y Guzmán (Zaragoza, 2 de octubre de 1854-Madrid, 25 de febrero de 1912), IX marquesa de Cañizar,[11] XIV marquesa de Navarrés, IX marquesa de San Felices de Aragón, dama de la reina regenta María Cristina y dama noble de la Orden de María Luisa.[11]

Casó, en Zaragoza el 24 de octubre de 1878, con Mariano López-Fernández Heredia y Fernández de Navarrete, IX conde de Bureta. Sin descendencia, sucedió su sobrino por real orden del 16 de marzo de 1913:
- José María de Mencos y Rebolledo de Palafox (Pamplona, 13 de julio de 1876-San Sebastián, 15 de diciembre de 1961), X marqués de Cañizar,[12][13] XI conde de los Arcos,[14] III duque de Zaragoza,[15] VIII marqués de Lazán, gentilhombre de cámara con ejercicio y servidumbre y caballero de la Real Maestranza de Caballería de Zaragoza.[16]

Sucedió su sobrino, hijo de su hermana María de la Blanca Mencos y Rebolledo de Palafox, XII condesa de Eril, grande de España. XV marquesa de Navarrés y marquesa de San Felices de Aragón, y de su esposo, Manuel Mariano Álvarez de Toledo y Samaniego, VI marqués de Miraflores Y VIII marqués de Casa Pontejos, etc.
- Alonso Álvarez de Toledo y Mencos (Madrid, 28 de noviembre de 1896-Madrid, 19 de mayo de 1990), XI marqués de Cañizar,[12][19] XIII conde de Eril, VII marqués de Miraflores, IV duque de Zaragoza,[20] XII conde de los Arcos,[21] IX marqués de Casa Pontejos, cinco veces grande de España,   XI marqués de San Felices de Aragón y IX marqués de Lazán,[22] maestrante de Sevilla, embajador de España de carrera, jefe de la Casa de Toledo, por línea agnada principal.

Casó, en primeras nupcias, el 18 de julio de 1921, con Rosalía Blanca Rúspoli y Caro (París, 5 de agosto de 1898-Madrid, 28 de junio de 1926), su prima segunda, hija de Carlos Rúspoli y Álvarez de Toledo, III duque de la Alcudia, III de Sueca y XVII conde de Chinchón, tres veces grande de España, y de María del Carmen Caro y Caro, su primera mujer, de los condes de Caltavuturo. Contrajo un segundo matrimonio, en Madrid, el 25 de septiembre de 1935, con María del Rosario Mencos y Armero (Sevilla, 6 de octubre de 1915-Madrid, 24 de diciembre de 2019), su prima segunda y sobrina carnal de su madrastra, hija de Alberto Mencos y Sanjuán, VIII conde del Fresno de la Fuente, maestrante de Sevilla, y de María de la Concepción Armero y Castrillo, de los marqueses del Nervión, naturales de Sevilla. En 1964, por cesión, le sucedió su hijo del segundo matrimonio:
- Mariano de Fátima Álvarez de Toledo y Mencos, XII marqués de Cañizar,[12][23] actual titular.